# Pfefferartige
Die Pfefferartigen (Piperales) sind eine Pflanzenordnung in der informellen Gruppe der Magnoliopsida. Sie enthält fünf Familien. 

## Beschreibung
Es sind verholzende oder krautige Pflanzen. Die einfachen Laubblätter weisen oft Drüsen auf, die ätherische Öle absondern. Die Blattspreiten weisen oft eine handförmige (palmate) Nervatur auf.
Die Blütenstände sind ährig bis traubig.
Die Blüten der Piperales fallen durch das Fehlen perianther Blütenorgane auf. Dadurch sind die sich ausbildenden Staub- und Fruchtblätter ungeschützt, die bei den meisten Eudikotyledonen vorhandenen Calyx und Corolla fehlen bei dieser Ordnung. Die Pollenkörner sind meist monosulcat.

## Systematik
Den Pfefferartigen (Piperales) werden fünf Pflanzenfamilien zugeordnet:
- Osterluzeigewächse (Aristolochiaceae)
- Pfeffergewächse (Piperaceae)
- Eidechsenschwanzgewächse (Saururaceae)
- Hydnoraceae
- Lactoridaceae